# Людув-Шльонський
Людув-Шльонський (пол. Ludów Śląski, нім. Deutsch-Lauden) — село в Польщі, у гміні Борув Стшелінського повіту Нижньосілезького воєводства.
Населення — 418 осіб (2011).
У 1975-1998 роках село належало до Вроцлавського воєводства.

## Демографія
Демографічна структура станом на 31 березня 2011 року:
|          | Загалом | Допрацездатний вік | Працездатний вік | Постпрацездатний вік |
| -------- | ------- | ------------------ | ---------------- | -------------------- |
| Чоловіки | 203     | 44                 | 142              | 17                   |
| Жінки    | 215     | 46                 | 117              | 52                   |
| Разом    | 418     | 90                 | 259              | 69                   |